# Ålesund
Ålesund is een gemeente in de Noorse provincie Møre og Romsdal. De gemeente telde 47.199 inwoners in januari 2017. De stad ontving haar wapen op 1 april 1898. Het zeilschip in het wapen, typisch voor de vaartuigen uit de 18e en 19e eeuw, duidt op het belang van de visserij voor de stad. Het werd ontleend aan een tekening uit 1762.

## Ligging

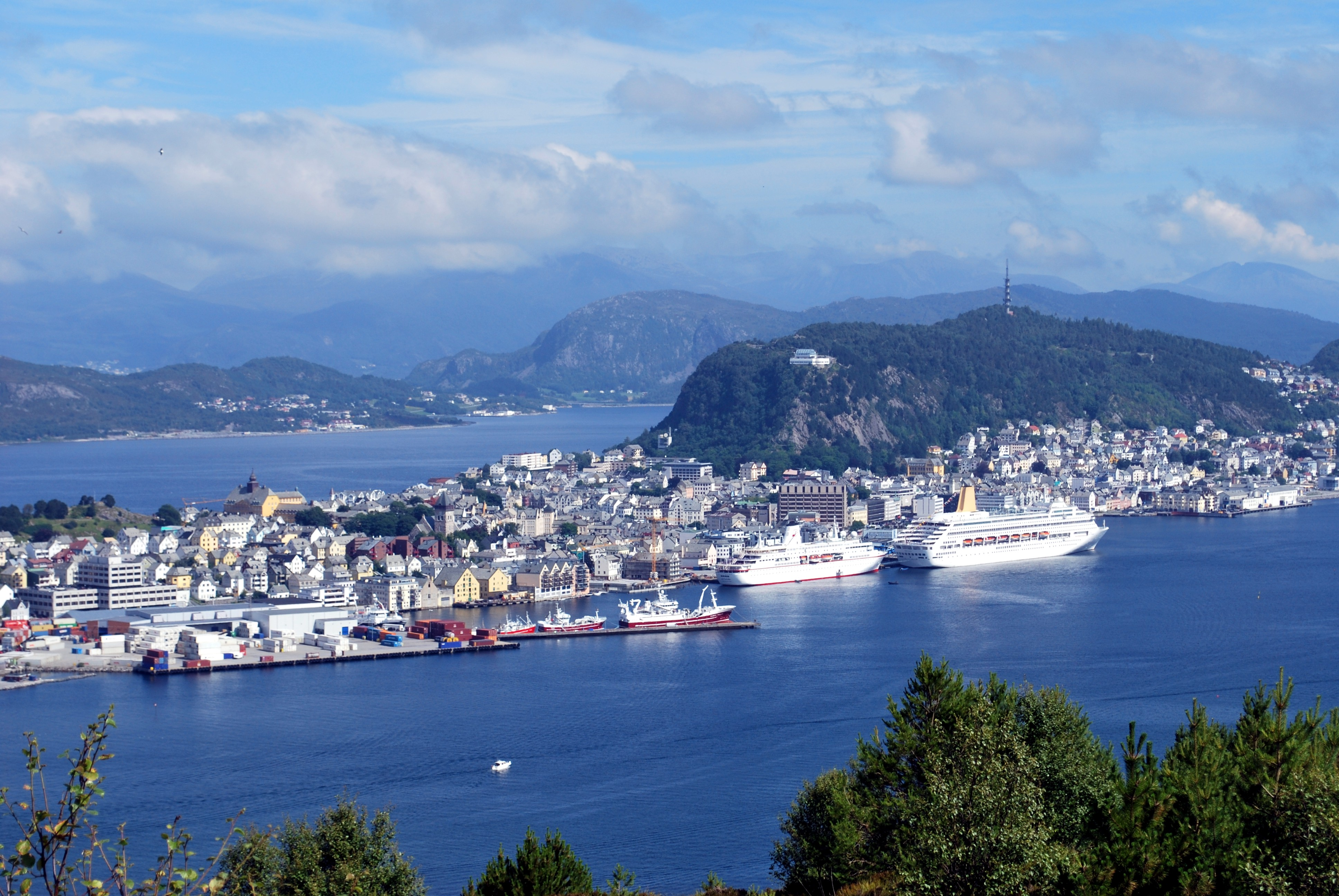
Zicht op de stad, gelegen op drie eilanden

Ålesund ligt op 230 km ten noordoosten van Bergen. De stad is gebouwd op drie eilanden - Hessa, Aspøy en Nørvøy - die de vissershaven omringen.

## Geschiedenis
Ålesund ontstond als stedelijk gebied aan het einde van de 17e eeuw, toen verschillende kleine kooplieden uit Bergen zich kwamen vestigen aan beide zijden van de 'Ålesundet', de zeestraat die haar naam aan de stad heeft gegeven. Ze ruilden vis voor graan.
De plaats was strategisch goed gekozen: dicht bij de visgronden, op een kruispunt tussen de fjorden en de eilanden. Bovendien was de haven goed beschut tegen de wind. In 1793 verwierf de stad een aantal handelsprivileges wat haar positie nog verstevigde. Toch telde Ålesund destijds niet meer dan 200 inwoners. Hierin zou tijdens de volgende decennia maar langzaam verandering komen doordat ambachtslui, vissers en zeelieden zich hier kwamen vestigen.
In 1848 kreeg Ålesund stadsrechten. De invloed hiervan op de ontwikkeling van de plaats is beduidend geweest. In 50 jaar tijd groeit de bevolking van 1200 tot 11.000 zielen. De aanwezigheid na 1860 van enorme scholen kabeljauw verklaart mede deze bevolkingsexplosie. De stad ontwikkelde zich tot een van de grootste vissershavens van Noorwegen en tot belangrijkste exporthaven van stokvis.
In de nacht van 22 op 23 januari 1904 verwoestte een brand nagenoeg de volledige stad. Zoals doorgaans in Noorwegen het geval is waren de meeste huizen opgetrokken uit hout. Een omgevallen petroleumlamp zou de brand veroorzaakt hebben. Ze werd nog door een zuidwesterstorm aangewakkerd en woedde 16 uur, verwoestte 850 huizen, en maakte 10.000 inwoners dakloos. Er viel slechts één dode te betreuren; een vrouw die haar huis was ingelopen om haar inboedel te redden.

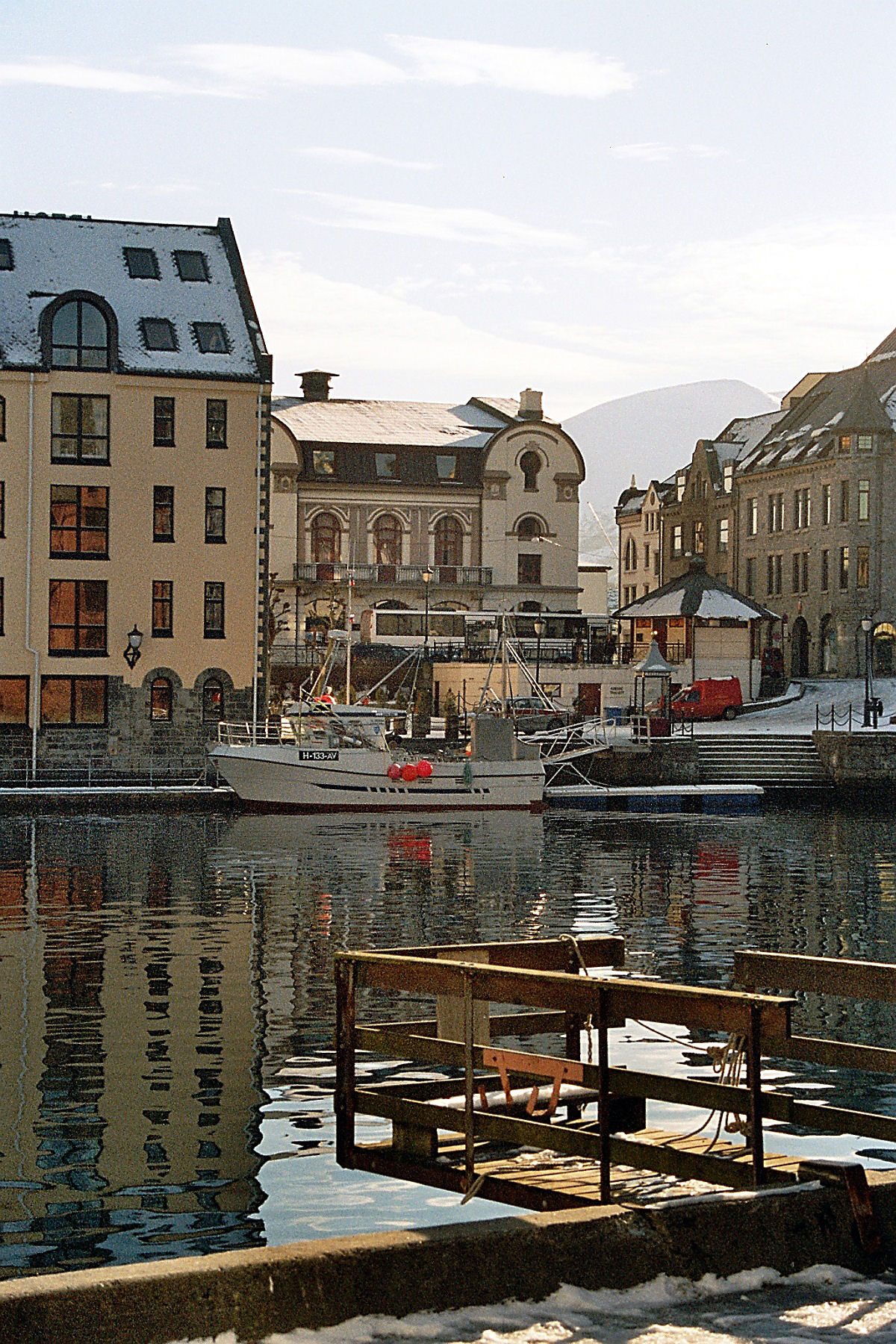
De haven

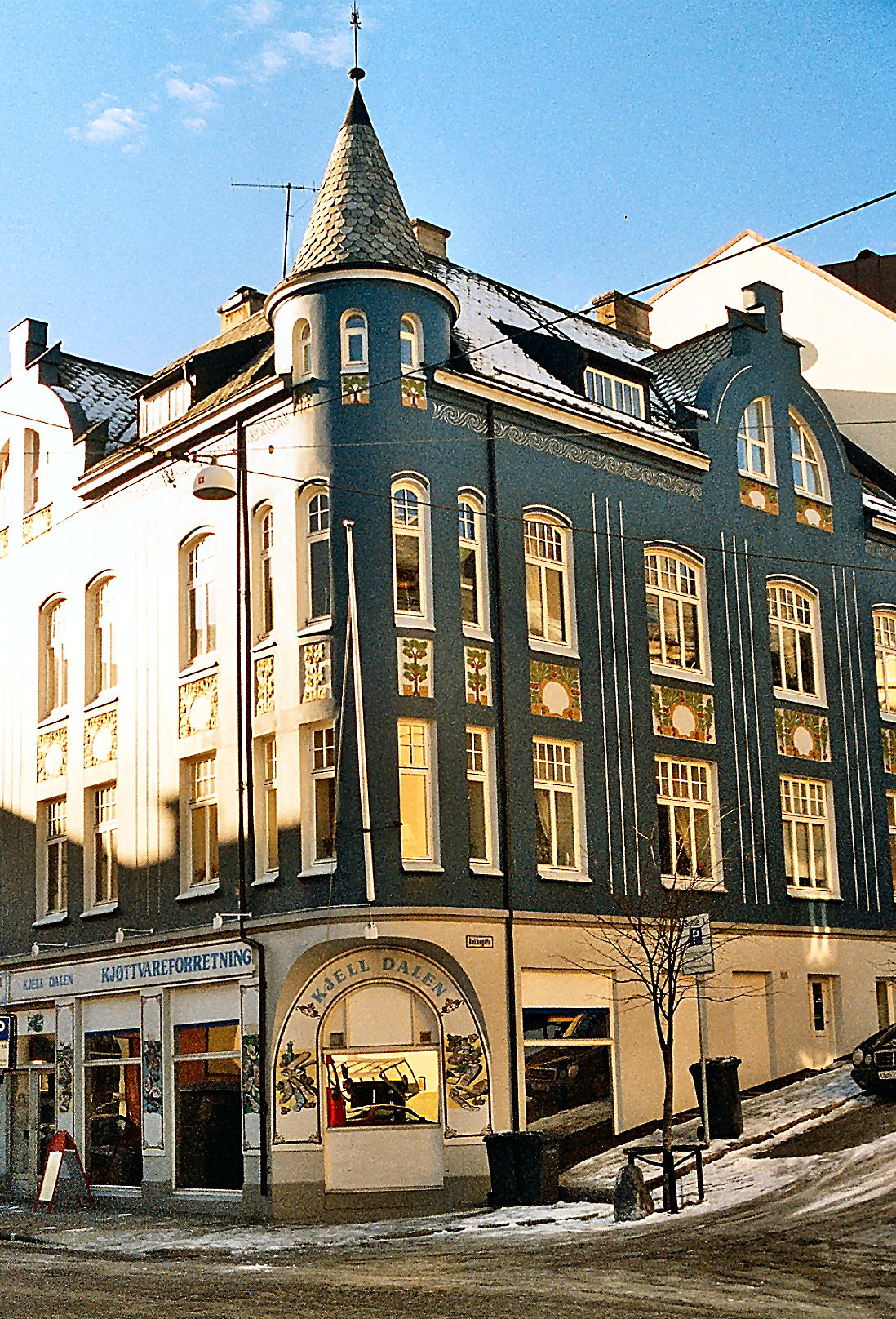
Jugendstil-pand in Ålesund

Van overal kwam hulp om de stad te herbouwen. De Duitse keizer Wilhelm II, die een groot bewonderaar van Noorwegen was, stuurde enkele schepen met levensmiddelen, medicamenten en bouwmaterialen. Ook zorgde hij ervoor dat vele bouwvakkers en architecten naar de stad kwamen. Deze laatsten waren jonge Noren die in het buitenland hadden gestudeerd en sterk beïnvloed waren door de stijl die toen furore maakte: de jugendstil. Deze wederopbouw maakte de stad beroemd: de oude binnenstad is nadien vrij intact gebleven.

### Gemeentefusies
De plaatsen Årset en Myklebost maken deel uit van de gemeente. In 1968 werden Ålesund en Borgund samengevoegd.
Op 1 januari 2020 gingen de gemeenten Haram, Ørskog, Sandøy en Skodje op in de vergrote gemeente Ålesund. Op 1 januari 2024 werd Haram weer een zelfstandige gemeente.

### Borglund
Op het grondgebied van het moderne Ålesund bevindt zich een veel oudere stedelijke nederzetting, te weten de marktplaats Borgund gelegen op 5 km ten oosten van het stadscentrum. In Borgund bevindt zich het oude en bekende Borgund Kaupang, het handelscentrum in het oosten van Ålesund. Borgund was in de middeleeuwen een belangrijk handelscentrum, en was nauw gelieerd met de Giske familie. Het centrum diende als verzamelcentrum voor goederen uit de omliggende districten die naar Bergen werden gezonden waar ze aan de kooplieden van de Hanze werden verkocht om over heel Europa geëxporteerd te worden. Andere goederen zoals keramiek uit Duitsland of textiel uit Engeland werden uit Bergen aangevoerd. Reeds in de 11e eeuw moet hier een kleine nederzetting hebben bestaan. Opgravingen duiden op de aanwezigheid van een veertigtal woningen en stallingen en scheepswerven. Tijdens de 13e eeuw had Borgund drie kerken. maar het belang van de nederzetting verminderde tijdens de volgende twee eeuwen, en omstreeks 1450 had Borglund haar statuut als handelsplaats verloren. De politieke toestand, de naweeën van de Zwarte Dood, en het opkomen van de Hanze, waardoor alle handel zich op Bergen en Trondheim toespitste, worden hiervoor als oorzaak gegeven.

## Verkeer
- Op 20 km van het stadscentrum ligt de luchthaven Vigra. Meermaals per dag zijn er vluchten naar Oslo, Bergen, Trondheim en vanaf het voorjaar van 2013 naar Schiphol.[2]
- Ålesund is aanleghaven van de Hurtigruten. Tijdens de zomermaanden wordt er een toeristisch ommetje gemaakt naar de Geirangerfjord.
- Busverbindingen zijn er o.a. naar het station van Åndalsnes. Men kan van hier via de Raumabanen door het spectaculaire Romsdal naar Dombås sporen, gelegen op de Dovre spoorlijn die Oslo met Trondheim verbindt.

## Sport
Aalesunds FK is de betaaldvoetbalclub van Ålesund en speelt haar wedstrijden in het Color Linestadion. De club won in 2009 en 2011 de Noorse voetbalbeker.

## Geboren
- Edvard Moser (1962), psycholoog en Nobelprijswinnaar (2014);
- Geir Rönning (1962), singer-songwriter;
- Jan Åge Fjørtoft (1967), voetballer;
- Ann Kristin Aarønes (1973), voetbalster;
- Sylvi Listhaug (1977), politica;
- Ingrid Tørlen (1979), beachvolleyballer;
- John Arne Riise (1980), voetballer;
- Lena Nymark (1980), jazzmuzikante;
- Bjørn Helge Riise (1983), voetballer;
- Nina Haver-Løseth (1989), alpineskiester;
- Mona Løseth (1991), alpineskiester;
- Sigrid Raabe (1996), zangeres;
- André Drege (1999-2024), wielrenner.

Ålesund · Aukra · Aure · Averøy ·  Fjord · Giske · Gjemnes · Haram · Hareid · Herøy · Hustadvika · Kristiansund ·  Molde · Ørsta · Rauma · Sande · Smøla · Stranda · Sula · Sunndal · Surnadal · Sykkylven · Tingvoll · Ulstein · Vanylven · Vestnes · Volda

Fylker van Noorwegen